# Svensbyån
Svensbyån är ett tre kilometer långt vattendrag i Piteå kommun, Norrbottens län. Vattendraget är drabbat av miljögifter.